# Ирина Билик
Ирина Билик (укр. Ірина Білик, рус. Ирина Билык;) е украинска певица и авторка на песни.

## Биография
Билик пише своята първа песен още десетгодишна. През 1995 г. Билик пее пред президента на САЩ Бил Клинтън. Тя има издадени дванадесет музикални албума (включващи няколко песни на руски и една на полски език), много видеоклипове и продължава да бъде активна в музикалната индустрия.
На 27 октомври 2007 г. Ирина Билик се омъжва за своя танцов партньор от телевизионното шоу Dances with the Stars-2, 22-годишния Dmytro Dykusar. Сватбената церемония се провежда в Рио де Жанейро.
Публично подкрепя гражданските права и равноправието на лесбийки, гей, бисексуални и транссексуалните граждани в Украйна. Билик често участва като певица на концертите на Киев Прайд, украинския гей парад.

## Дискография

### Студийни албуми
- 1990 – „Кувала зозуля“
- 1994 – „Я розкажу“
- 1995 – „Нова“
- 1996 – „Так просто“
- 1997 – „Фарби“
- 1998 – „Краще: 1988-1998“
- 2000 – „ОМА“
- 2002 – „Bilyk“ (Полски език)
- 2003 – „Білик. Країна“
- 2004 – „Любовь. Яд“ (Руски език)
- 2006 – „Навсегда“
- 2006 – „Допомогти так легко“
- 2008 – „На бис“ (руски език)
- 2014 – „Рассвет“
- 2014 – „Bez grima“

## Музикални изяви

### Участия в концерти
- Песен на годината 2011 – изп. „Снег“ (трио с Филип Киркоров и Виктория Петрик)
- Диско Дача 2013 – изп. „Мы будем вместе“
- Новата вълна 2014 – изп. „Рассвет“

### Участия в телевизионни и музикални програми
- „Коледни срещи на Алла Пугачова в Киев“ – изп. „Подарю тебе“
- „Очень Новый Год“ – изп. „Снег“ (дует с Филип Киркоров)
- „Собственост на Република: Филип Киркоров“ – изп. „Снег“ (дует с Филип Киркоров)